# Mazus miquelii
Mazus miquelii är en tvåhjärtbladig växtart som beskrevs av Tomitaro Makino. Mazus miquelii ingår i släktet Mazus och familjen Mazaceae.

## Underarter
Arten delas in i följande underarter:
- M. m. rotundifolius
- M. m. contractus